# Horacio Cardone
Horacio Ricardo Cardone Román (Lomas de Zamora, 22 de octubre de 1948) es un exfutbolista argentino.

## Clubes[1]
| Club                    | País      | Año       |
| ----------------------- | --------- | --------- |
| Olimpia                 | Paraguay  | 1970      |
| Kimberley Atlético Club | Argentina | 1970-1971 |
| Estudiantes de la Plata | Argentina | 1972-1973 |
| Aldosivi                | Argentina | 1974      |
| Universidad de Chile    | Chile     | 1975      |
| Vélez Sarsfield         | Argentina | 1976      |
| Liga de Portoviejo      | Ecuador   | 1977      |